# Nina Janmyr
Nina Janmyr, född 5 mars 2004, är en svensk mästare i simhopp. Hon tävlar för SK Poseidon.
Vid EM 2024 i Belgrad tog Janmyr silver i parhopp från tremeterssvikten tillsammans med Elna Widerström.